# Austrália nos Jogos Olímpicos de Verão de 1984
Austrália participou dos Jogos Olímpicos de Verão de 1984 em Los Angeles, Estados Unidos.